# أوكران كوني إيدان
أوكران كوني إيدان (بالإنجليزية: Ocran Conney Idan)‏ (ولد في 27 ديسمبر 1996 في كوماسي، غانا) لاعب كرة قدم غاني يجيد اللعب في مركز الوسط المحوري وأيضا الوسط المهاجم. يلعب حاليا لصالح الحالة في الدوري البحريني الممتاز منذ 7 فبراير 2024.

## المسيرة الرياضية

### الأندية
في 7 فبراير 2024 انتقل إيدان من روشن كولاب الطاجيكستاني إلى الحالة البحريني في صفقة انتقال حر.